# ジョージ・デューイ
ジョージ・デューイ (George Dewey, 1837年12月26日 - 1917年1月16日) は、アメリカ合衆国の海軍軍人。米西戦争のマニラ湾海戦で英雄となり、アメリカ海軍史上でただ一人、海軍大元帥（海軍主席提督）の地位を与えられた。

## 経歴
バーモント州モントピリアに生まれ、ノーウィッチ大学を経て1858年に海軍兵学校を卒業。南北戦争に際してはデヴィッド・ファラガット少将の麾下で戦い、ルイジアナやミシシッピ川での戦闘に参加した。1865年には少佐に昇進。1867年からは海軍兵学校での職務につき、1871年には病院船サップリーの艦長となる。1872年、中佐となり、ボストン海軍工廠およびニューポート水雷基地勤務を経て、1875年からは海軍第2管区灯台監督官に就任した。1882年、スループ艦ジュニアタの艦長に任命され、ついで海軍省勤務等を経て、1884年には大佐に昇進。1889年からは海軍艤装局長を務め、1893年には再び灯台局配属となる。

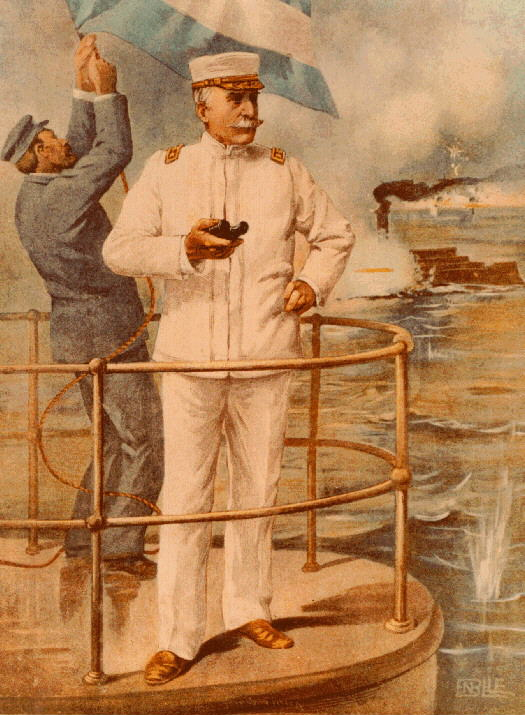
マニラ湾海戦で旗艦オリンピアの艦橋にて指揮をとるジョージ・デューイ

1896年、准将に昇進し、1898年の米西戦争勃発にともないアジア方面戦隊司令官に就任。同年4月27日、中国を出航した旗艦オリンピア(USS Olympia, C-6)以下のアジア方面戦隊は、4月30日にマニラ湾に到着した。翌5月1日の朝、後に有名となる「きみの準備ができたら撃っていいぞ、グリッドレイ艦長」の言葉とともにスペイン太平洋艦隊に対する攻撃を開始。約6時間の戦闘で、味方の被害は負傷者9名のみという記録的な大勝利をあげた。この勝利により一躍英雄となったデューイは、1898年5月11日付で少将に昇進。その後もフィリピンでエミリオ・アギナルドらと協力しスペイン軍の掃討を指揮した。デューイ自身はこのときフィリピン人に接した印象から、フィリピン人による自治を主張していたといわれるが、マッキンリー大統領はこれを受け入れず、フィリピンはアメリカによって再び植民地化されることになる。
マニラ湾海戦の英雄として帰国したデューイは、1899年3月8日には海軍でただ一人の大将に昇進。1903年には、1899年3月2日に制定されていた海軍大元帥（海軍主席提督） (Admiral of the Navy) の地位が、この制定された日付に遡って与えられた。1898年には彼の功績を讃え、マニラ湾海戦参加者に贈られるデューイ・メダルが制定されている。帰国後のデューイには、彼を大統領候補に推す声も寄せられたが、デューイ自身はマッキンリーの再選を支持してこれを辞退している。1913年には自伝 (ISBN 0870210289) を出版し、1917年に没するまで軍務に留まった。